# ونتن روبونجا

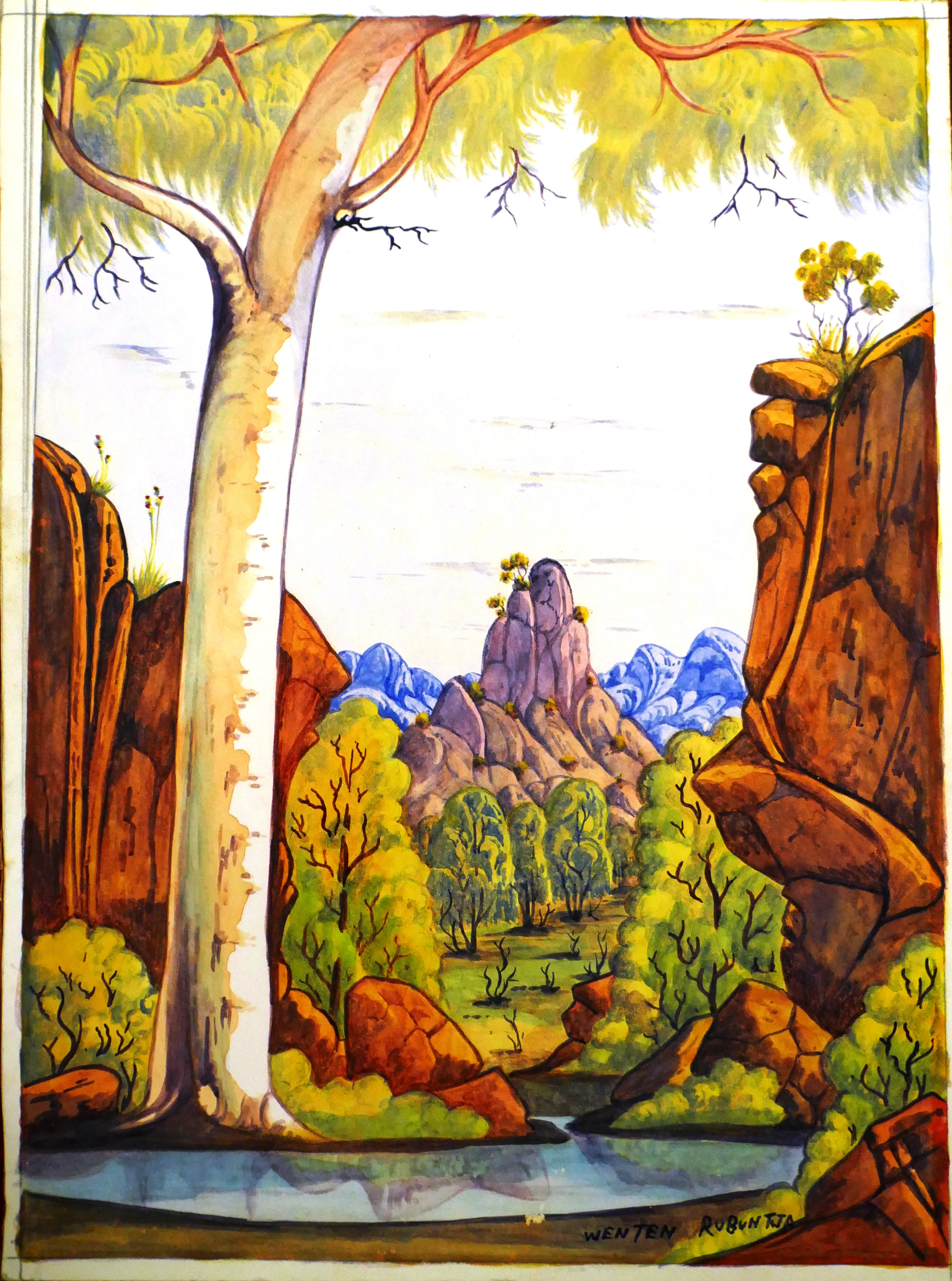
خواب مار سیاه. ونتن رابونجا. استرالیای مرکزی ۱۹۷۸

ونتن روبونجا (حدود ۱۹۲۳–۲۰۰۵) هنرمند استرالیایی، فعال حقوق بومیان و مورخ بود.
ونتن در حدود ۵۶ سالگی در بارتز کریک به دنیا آمد کیلومتری شمال آلیس اسپرینگز. در جلسه ای از نمایندگان جوامع بومی استرالیای مرکزی، چارلی پرکینز به عنوان اولین رئیس شورای سرزمین مرکزی و ونتن روبونتجا به عنوان معاون او در سال ۱۹۷۵ انتخاب شدند.
او به عنوان رئیس شورای مرکزی سرزمین در سال‌های ۱۹۷۶–۱۹۸۰ و ۱۹۸۵–۱۹۸۸ خدمت کرد، و هم شوخ‌طبعی و هم دانش عمیق محلی خود را در جریان کار قرار داد. او در حفاظت از مکان‌های مقدس متعدد در آلیس اسپرینگز و اطراف آن نقش اساسی داشت. و تا حدی به دلیل تلاش‌های او بود که در سال ۲۰۰۰، دادگاه فدرال استرالیا حکم پیشگامانه خود را صادر کرد و عنوان بومی Arrernte را در مناطق وسیعی از آلیس اسپرینگز بزرگتر به رسمیت شناخت. (این اولین باری بود که به بومیان حق مالکیت زمین شهرداری داده شد)

 روبونجا در تمام مذاکرات خود توانایی قابل توجهی در ادغام مفاهیم بومی و غیربومی و دستیابی به قطعنامه‌های رضایت بخش از خود نشان داد. او معتقد بود که قانون سفید و سیاه ناسازگار نیستند، اما باید هر دو به درستی توسط همه طرف‌ها درک شوند. این چشم‌اندازی بود که او همچنین در سال‌های ۱۹۹۱ و ۱۹۹۵ در شورای آشتی بومیان به زمان خود آورد. او در سال ۱۹۹۵ به عضویت سفارش استرالیا درآمد

## نقاشی‌ها
آقای روبونجا همچنین یک هنرمند تحسین شده هم در سبک «نقطه» بیابانی و هم در سبک منظره غربی بود که از تماشای عموی خود و هنرمند افسانه ای آبرنگ آلبرت ناماتجیرا الهام گرفته شده بود. نقاشی‌های او را می‌توان در گالری ملی استرالیا و مجموعه رابرت هلمز یک کورت، و همچنین گالری قلمرو شمالی و مجموعه آرالوئن در آلیس اسپرینگز مشاهده کرد.
روبونجا در سال ۱۹۹۵ به دلیل «خدمت به مردم بومی، به ویژه در استرالیای مرکزی» به عضویت نظم استرالیا منصوب شد.